# Phōnhōng
Muang Phôn-Hông är en provinshuvudstad i Laos.   Den ligger i provinsen Vientiane, i den västra delen av landet, 60 km norr om huvudstaden Vientiane. Muang Phôn-Hông ligger 200 meter över havet och antalet invånare är 10 112.
Terrängen runt Muang Phôn-Hông är platt åt sydost, men åt nordväst är den kuperad. Runt Muang Phôn-Hông är det ganska tätbefolkat, med 65 invånare per kvadratkilometer. Det finns inga andra samhällen i närheten. Omgivningarna runt Muang Phôn-Hông är en mosaik av jordbruksmark och naturlig växtlighet.

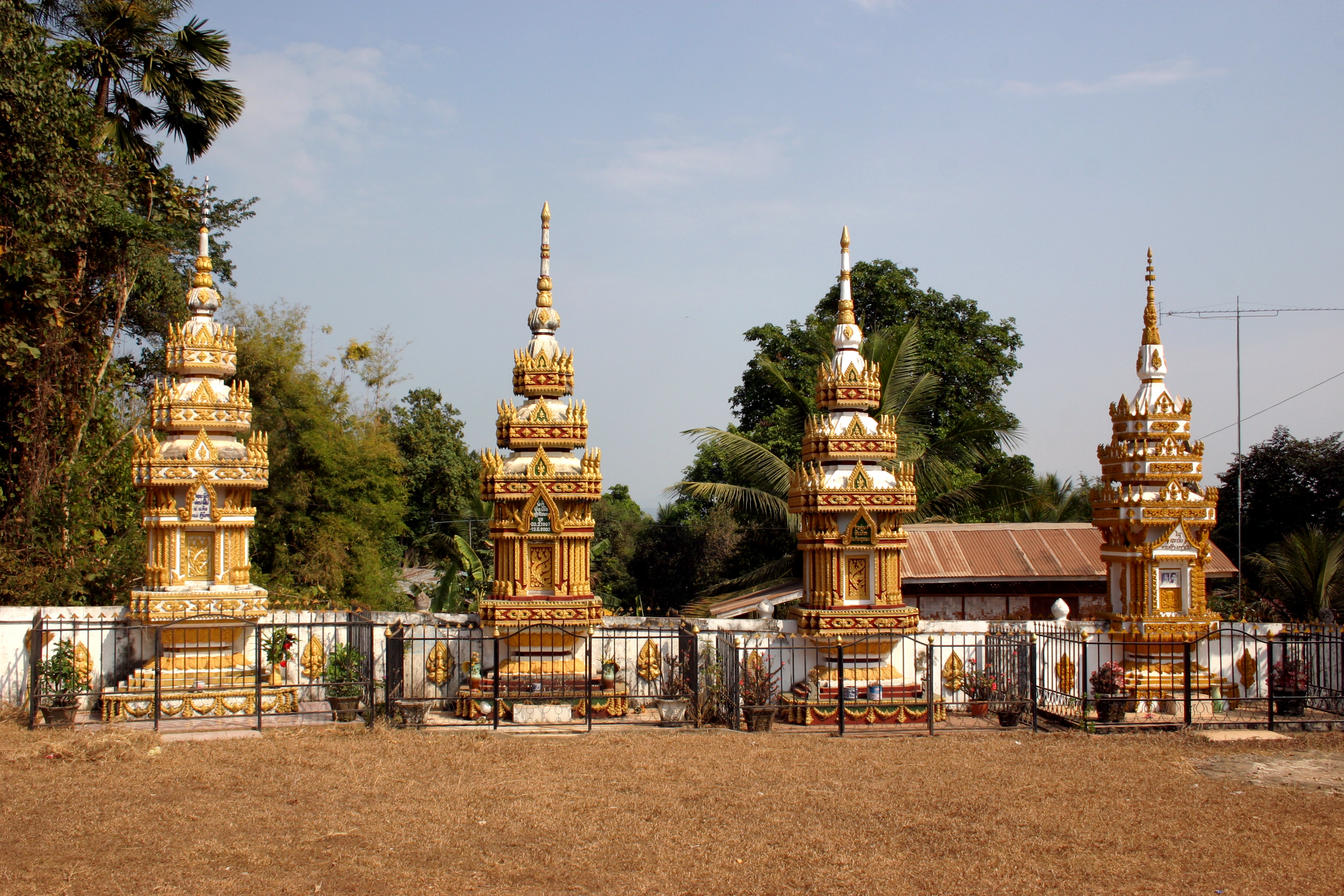
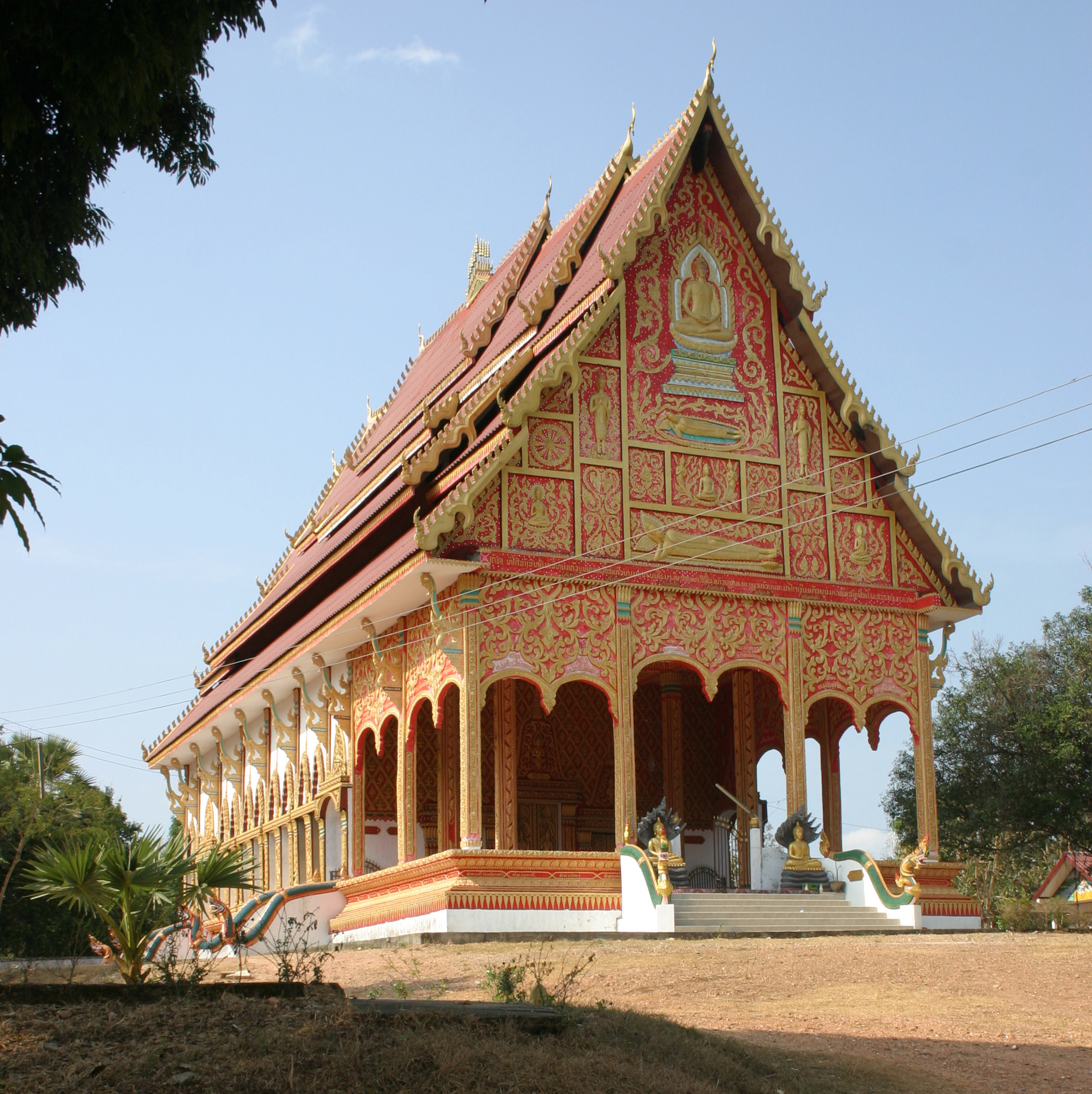
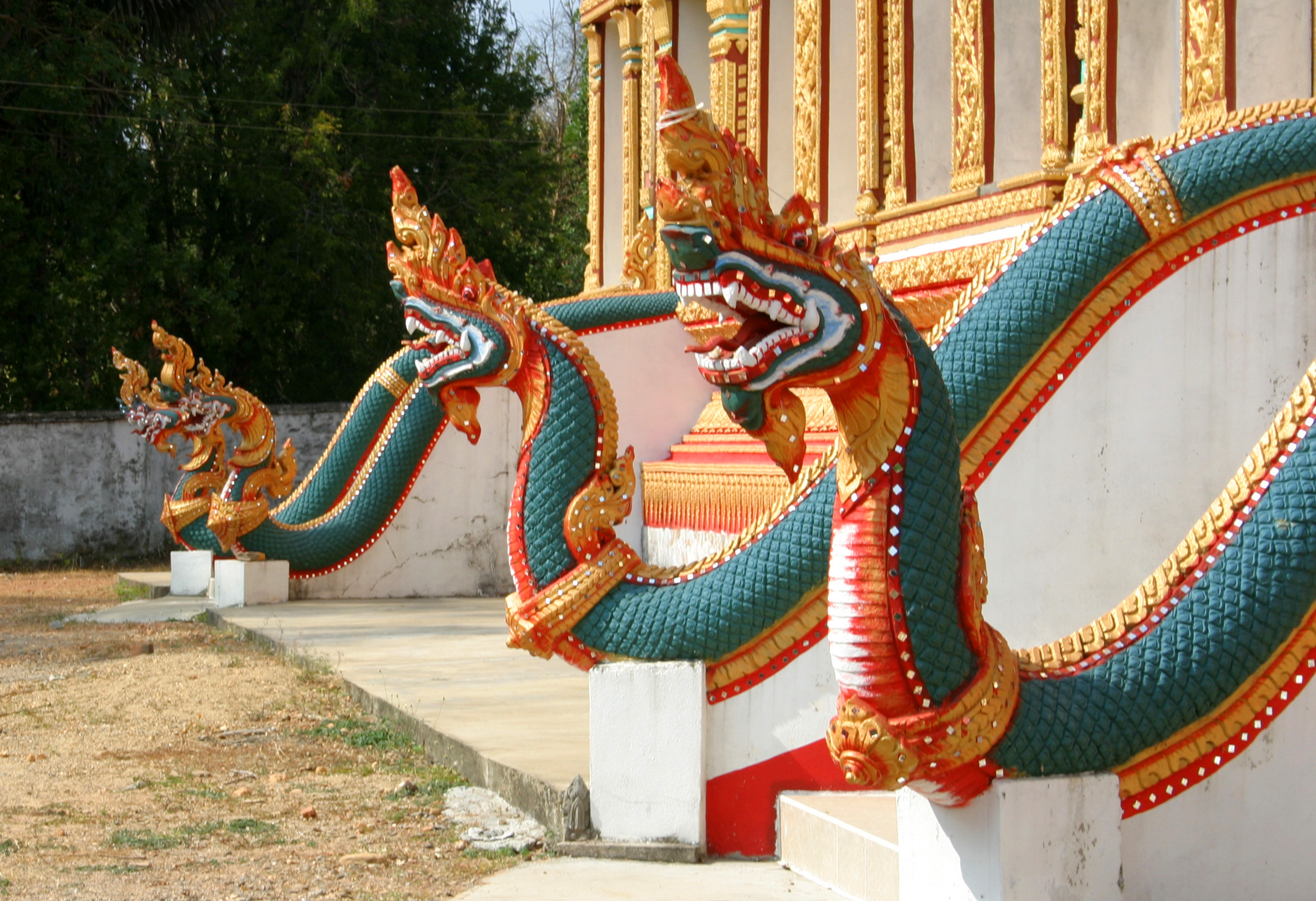
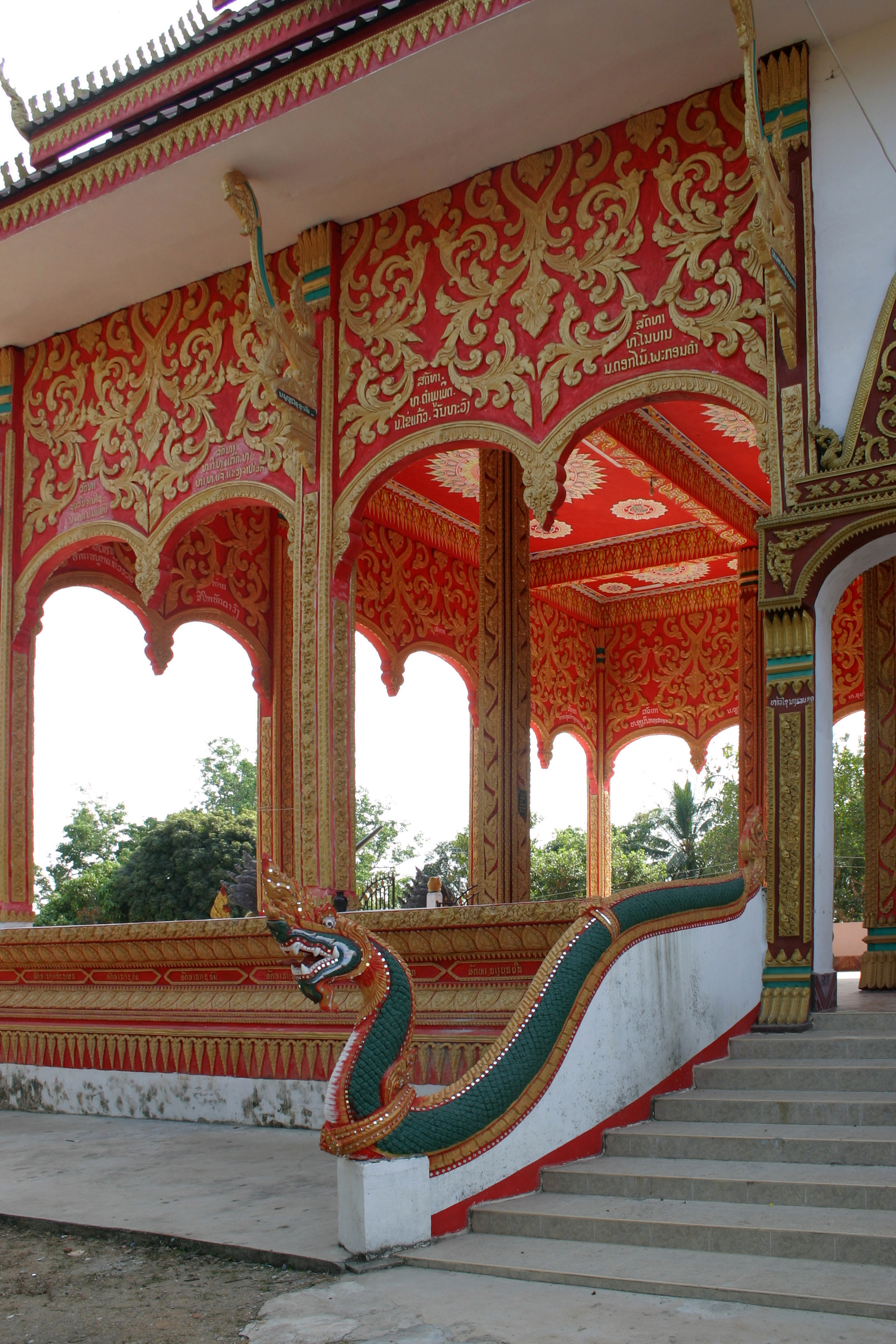
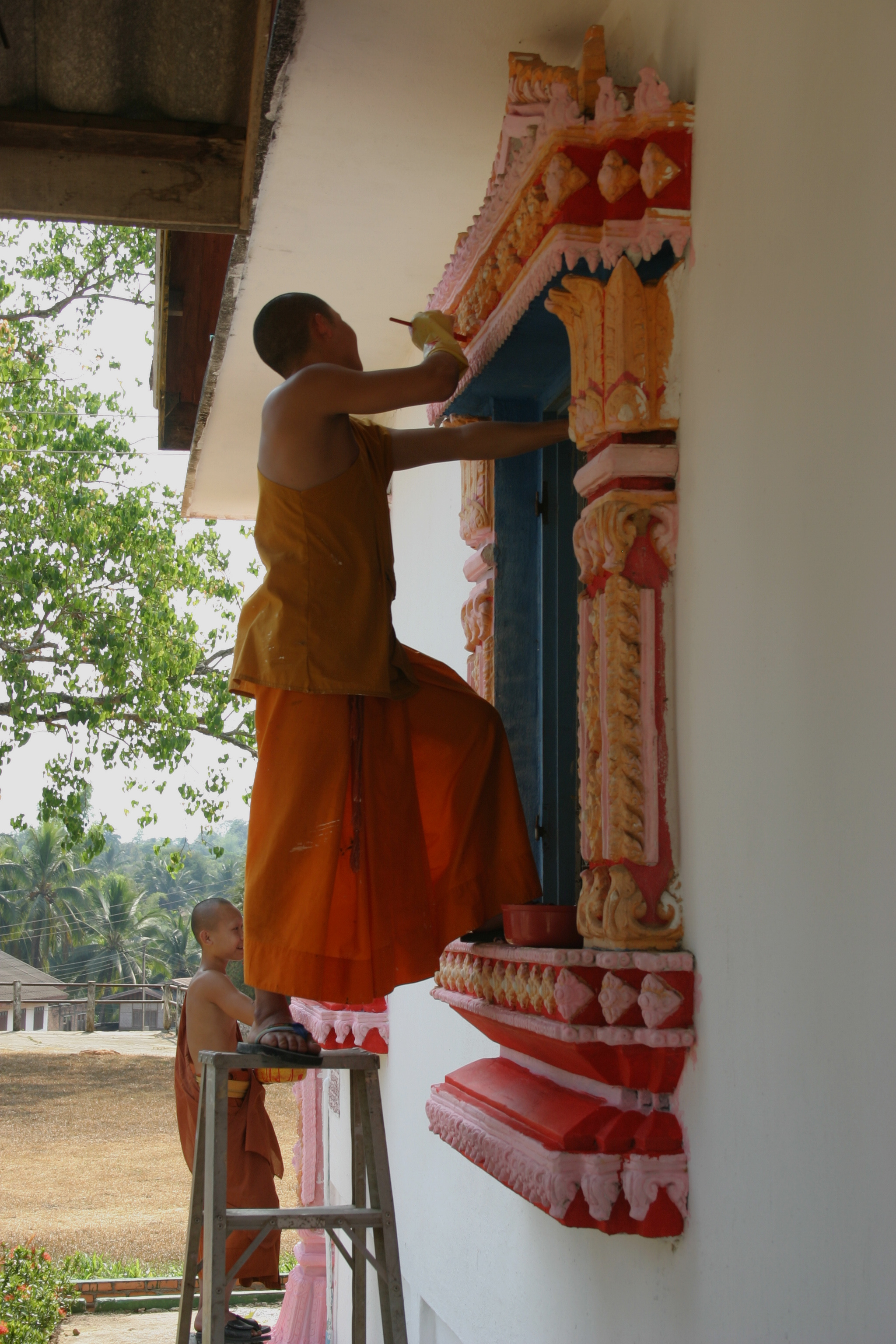
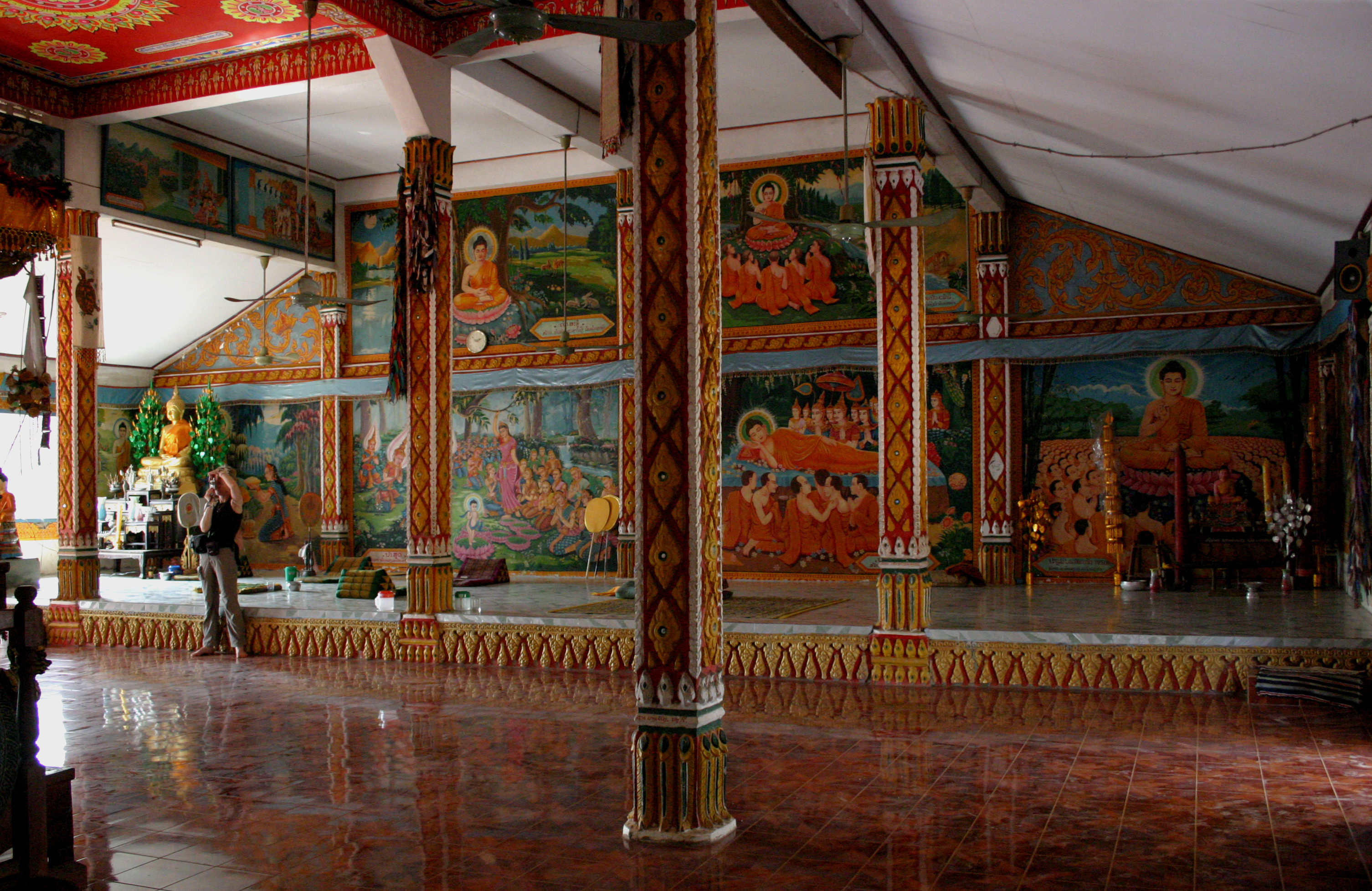
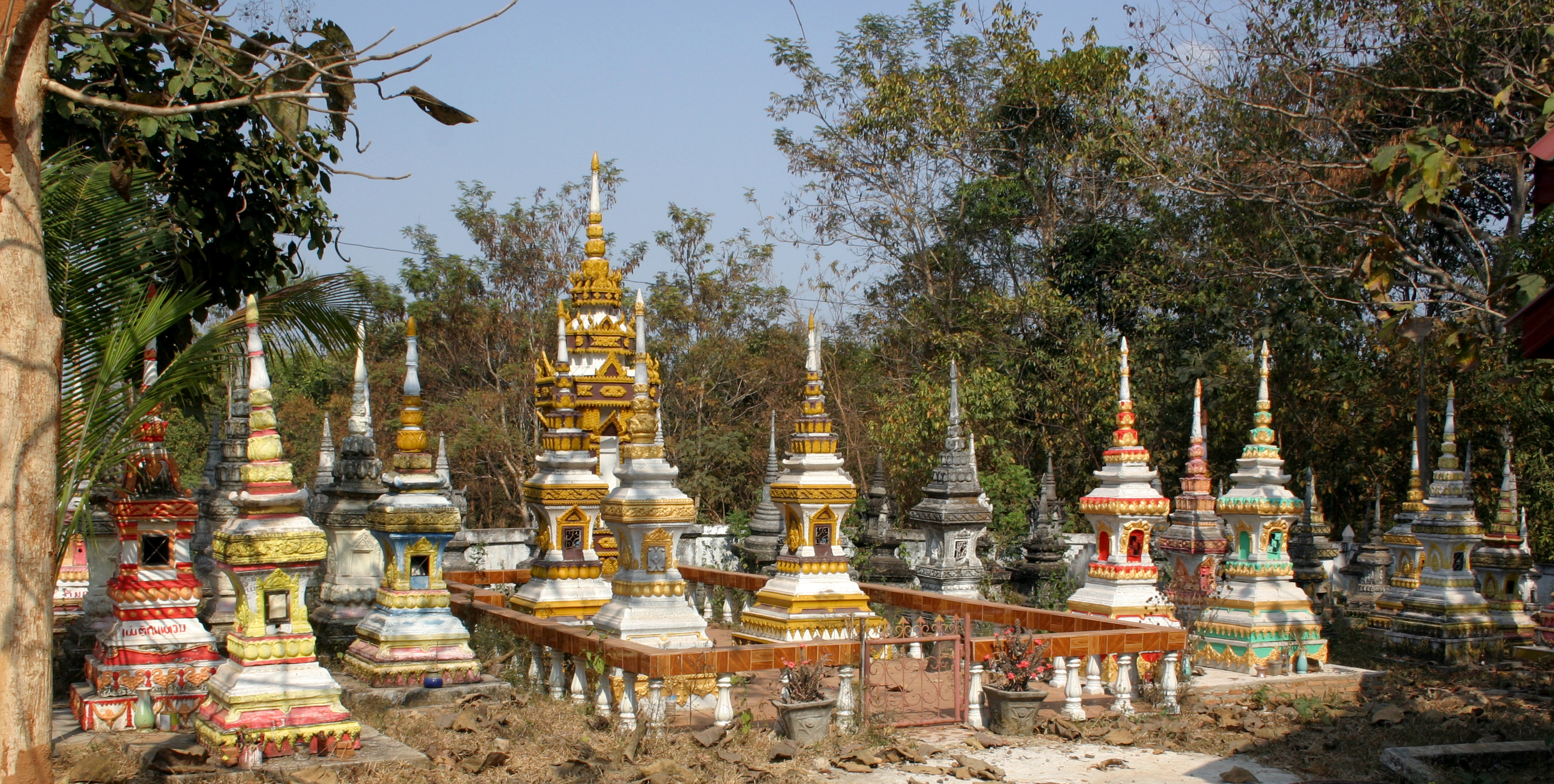
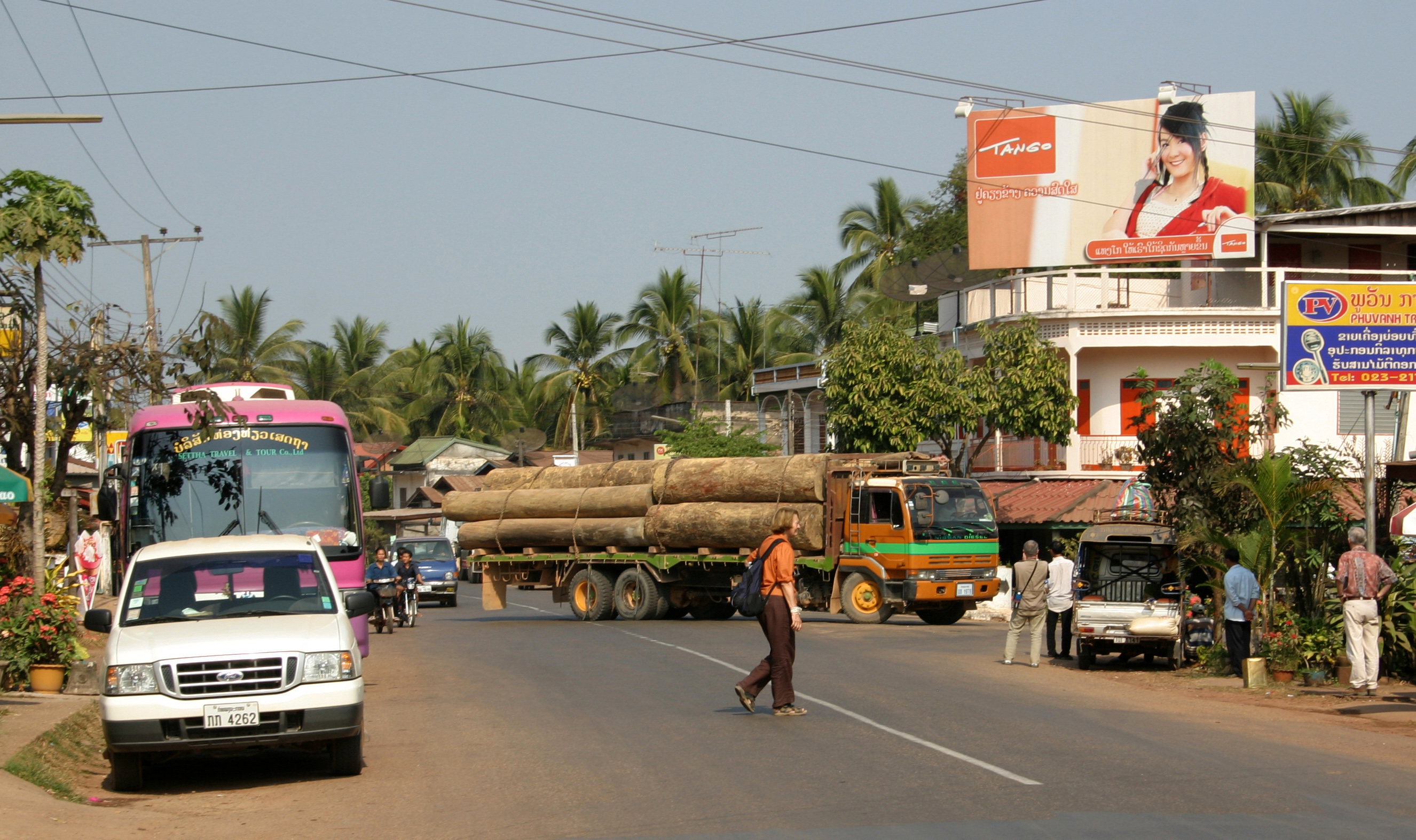